# Ladislav-Sutnar-Preis
Der Ladislav-Sutnar-Preis (englisch: Ladislav Sutnar Prize) wird jährlich von der Fakultät für Design und Kunst Ladislav Sutnar an der Westböhmischen Universität Pilsen verliehen. Die Auszeichnung würdigt herausragende Leistungen in angewandter Kunst und im Design – sowohl von Einzelpersonen als auch von Institutionen – in Erinnerung an den tschechisch-amerikanischen Designer Ladislav Sutnar' (1897–1976).

## Hintergrund und Zielsetzung
Der Preis wurde im Jahr 2012 ins Leben gerufen. Er soll das gestalterische Erbe Ladislav Sutnars weitertragen, insbesondere seine Ansätze zu Informationsdesign, Typografie und visueller Kommunikation. Ausgezeichnet werden Persönlichkeiten und Institutionen mit nachhaltigem Einfluss auf das internationale Designverständnis, häufig auch mit Bezug zu Bildung, Kulturvermittlung oder Forschung.

## Kriterien und Verleihung
Nominiert werden Designer, Künstler oder Organisationen mit internationaler Ausstrahlung im Bereich der angewandten Kunst. Die Auswahl erfolgt durch eine Jury der Fakultät für Design und Kunst Ladislav Sutnar. Der Preis besteht aus einer lasergravierten Metalltafel mit dem Sutnar-Logo, entworfen von Petr Vogel. Die Verleihung findet meist im Rahmen der Konferenz DesignMeeting statt und wird von der Stadt Pilsen unterstützt.

## Bedeutung
Der Preis stärkt die internationale Sichtbarkeit der Sutnar-Fakultät und würdigt Positionen der angewandten Kunst mit interdisziplinärer Ausstrahlung. Er fördert die tschechische Designtradition im internationalen Kontext und vernetzt Institutionen, Hochschulen und Kulturschaffende.

## Ausgewählte Preisträger
| Jahr | Preisträger                               | Herkunftsland          | Begründung                                                                                              |
| ---- | ----------------------------------------- | ---------------------- | --- |
| 2015 | Milan Grygar                              | Tschechien             | Konzeptkünstler mit nachhaltiger Wirkung auf intermediale Arbeiten                                      |
| 2015 | Art Institute of Chicago                  | Vereinigte Staaten     | Institution mit Einfluss auf Museumskommunikation und Designausstellungen                               |
| 2015 | AIGA (American Institute of Graphic Arts) | Vereinigte Staaten     | Internationale Designvereinigung mit richtungsweisender Wirkung                                         |
| 2019 | Warren Lehrer                             | Vereinigte Staaten     | Designer, Illustrator und Pionier im Bereich visuelle Literatur und interaktive Medien                  |
| 2022 | Bauhaus-Universität Weimar                | Deutschland            | Designfakultät mit Schwerpunkt auf interdisziplinärer Bildung und technologischen Innovationen          |
| 2023 | Magdalena Jetelová                        | Tschechien/Deutschland | Bildende Künstlerin; interdisziplinäre Projekte in Land Art, Architektur, Lichtinstallationen und Lehre |
| 2023 | Universität für angewandte Kunst Wien     | Österreich             | Impulsgeber für interdisziplinäres Design im historischen und aktuellen Kontext                         |
| 2023 | Printed Matter, Inc.                      | Vereinigte Staaten     | Non-Profit-Organisation zur Förderung von Künstlerbüchern und visueller Kultur                          |